# Nebulosus
Le nebulosus est une espèce de nuage qui est en couche de grande étendue sans détail apparent.

## Description
Les différents genres qui comportent une variété nebulosus sont :
- Cirrostratus nebulosus[2] (Cs neb) ;
- Stratus nebulosus[3] (St neb).

On notera que l'altostratus est par définition nebulosus.